# Bai Juyi

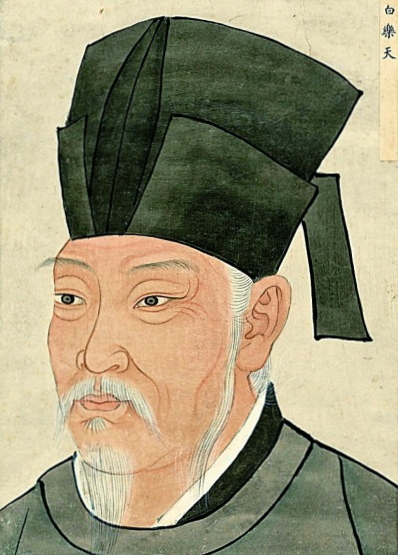
Bai Juyi

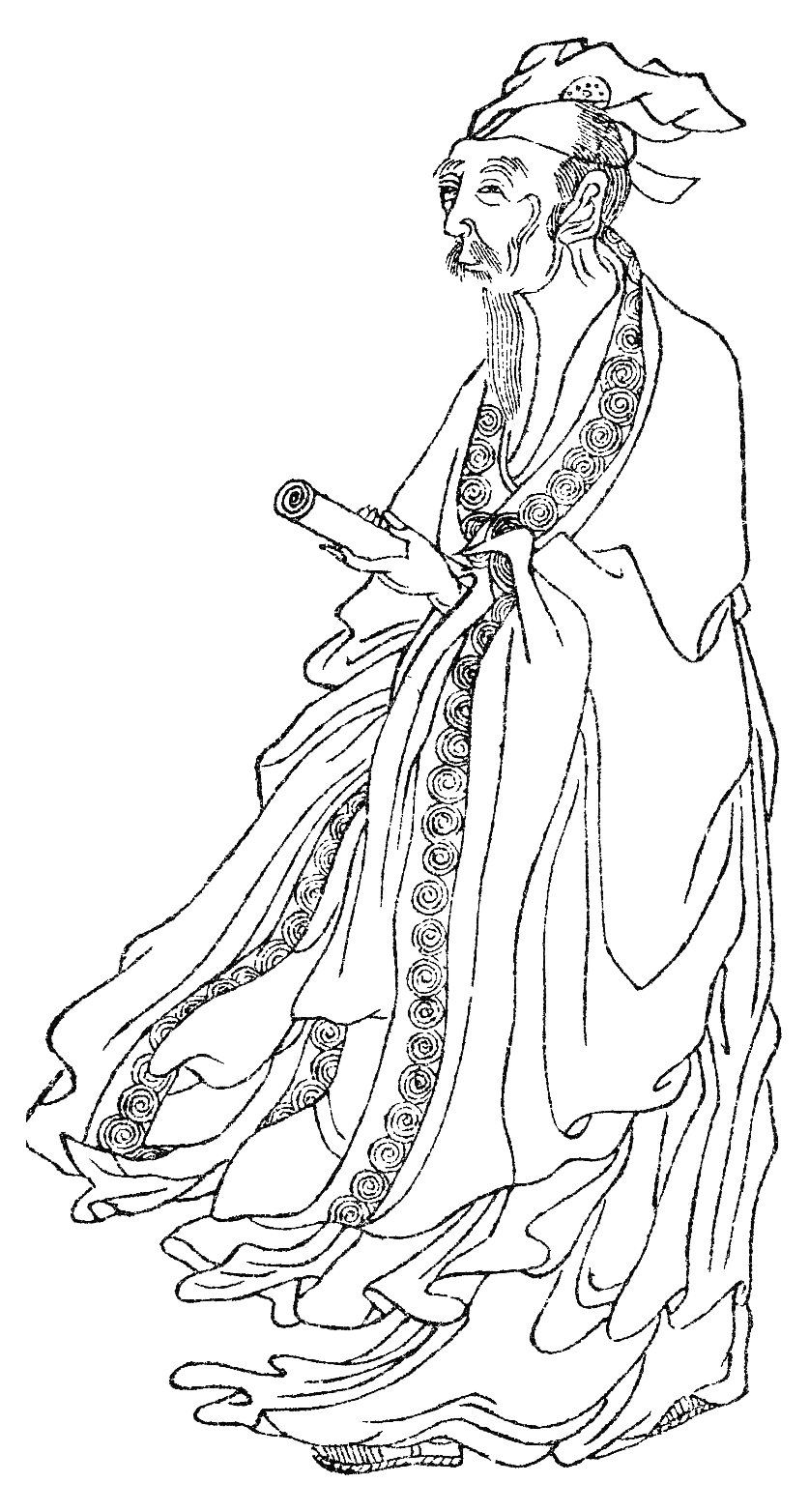
Bai Juyi.

Bai Juyi (chinesisch 白居易, Pinyin Bái Jūyì / Bó Jūyì, W.-G. Pai Chü-i, Donath: Bo Dschü-i; * 772 in Xinzheng, Henan; † 846 in Luoyang) war ein chinesischer Dichter der Tang-Dynastie. Sein Großjährigkeitsname (chinesisch 字, Pinyin zì) war Letian (樂天,  lètiān).

## Leben
Bai Juyi war Sohn einer armen, aber gebildeten Familie. Schon im jungen Alter schrieb er erste Gedichte. 800 wurde er in der Kaiserlichen Palastbibliothek Lektor, zusammen mit Yuan Zhen, der einer seiner engsten Freunde wurde. Bai war dem Buddhismus zugewandt und sah seine Aufgabe darin, als Mahner und Warner gegen Eunuchenwirtschaft, Quacksalbertum, sinnlose Grenzkriege und unmenschliche Strafjustiz sich für die einfache Landbevölkerung einzusetzen. In diesem Sinn verfasste er Staatsschreiben wie auch Gedichte voller Anspielungen, die weite Verbreitung fanden. Nach einer Amtspause anlässlich des Todes seiner Mutter wurde Bai 814 auf einen geringeren Posten versetzt.
Ab 807 war er Mitglied der Literatenakademie, wurde aber wegen zu heftiger Kritik um 815 ins Exil in die Provinzstadt Jiujiang strafversetzt. Kaiser Muzong setzte ihn jedoch wieder in hohe Ämter ein: Unter anderem diente er ab 822 als Präfekt in Hangzhou und ab 825 in gleicher Funktion in Suzhou.

## Werk
Von Bai Juyi sind mehr als 2800 Gedichte erhalten, so viele wie von keinem anderen Dichter der Tang-Dynastie. Das bekannteste ist über die Kaiserin Yang Guifei, die auf der Flucht vor Rebellen vom Gefolge des Kaisers umgebracht worden war. Durch seine schlichte Sprache war er zu Lebzeiten ein beim einfachen Volk sehr beliebter Dichter und erlangte auch über die Grenzen Chinas hinaus Bekanntheit.
In vielen seiner Gedichte finden sich sozialkritische Anspielungen, durch die er sich viele Feinde machte.

## Wirkung
In dem japanischen Nō-Stück „Haku Rakuten“ (sinojapanisch für Bai Letian) wird einige 100 Jahre nach seiner Zeit die Überlegenheit der japanischen Dichtung über die seine vorgetragen.
Der Oriental Pearl Tower in Shanghai erhielt seinen Namen angeregt durch das Gedicht „Pipa Song“.